# Väröbacka
Väröbacka är en tätort i Varbergs kommun i Hallands län, belägen vid gamla E6) 20 km norr om centralorten Varberg.

## Befolkningsutveckling
| Befolkningsutvecklingen i Väröbacka 1970–2020 | Befolkningsutvecklingen i Väröbacka 1970–2020 | Befolkningsutvecklingen i Väröbacka 1970–2020 | Befolkningsutvecklingen i Väröbacka 1970–2020 | Befolkningsutvecklingen i Väröbacka 1970–2020 |
| --------------------------------------------- | --------------------------------------------- | --------------------------------------------- | --------------------------------------------- | --------------------------------------------- |
|                                               |                                               |                                               |                                               |                                               |
| År                                            |                                               |                                               | Folkmängd                                     | Areal (ha)                                    |
| 1970                                          | 1970                                          |                                               | 400                                           |                                               |
| 1975                                          | 1975                                          |                                               | 409                                           |                                               |
| 1980                                          | 1980                                          |                                               | 411                                           |                                               |
| 1990                                          | 1990                                          |                                               | 473                                           | 84                                            |
| 1995                                          | 1995                                          |                                               | 561                                           | 84                                            |
| 2000                                          | 2000                                          |                                               | 510                                           | 94                                            |
| 2005                                          | 2005                                          |                                               | 521                                           | 94                                            |
| 2010                                          | 2010                                          |                                               | 630                                           | 95                                            |
| 2015                                          | 2015                                          |                                               | 765                                           | 150                                           |
| 2020                                          | 2020                                          |                                               | 863                                           | 150                                           |
| Anm.: Ny tätort 1970                          |                                               |                                               |                                               |                                               |

## Samhället
Värö kyrka, sockenkyrkan i Värö socken, ligger i östra delen av Väröbacka.
Det finns även en grundskola i Väröbacka, Väröbackaskolan som är en F-9 skola. 
Väröbacka Gästgiveri (äldre namn: Backa gästgiveri)  har anor från hästskjutsarnas tid, då Frillesås och Varberg var närmsta skjutshåll i norr och söder.
Sjöaremossen öster om samhället har med sin konstfrusna isbana hjälpt till att bevara traktens redan tidigare starka bandyintresse.

## Järnväg
Väröbacka hade en järnvägsstation från 1888 till 1981 då den revs. Just nu pågår planering av en ny stationsbyggnad i Väröbacka. 2021 bestämdes att stationen ska placeras i Östra Väröbacka, och 2023 beslutade kommunfullmäktige att gå vidare med ett av tre alternativ som innebär en placering öster om järnvägen.  Kostnaden beräknas till cirka 175-200 miljoner kronor för stationsområdet och det planeras vara klart ungefär 2028-2030.

## Galleri

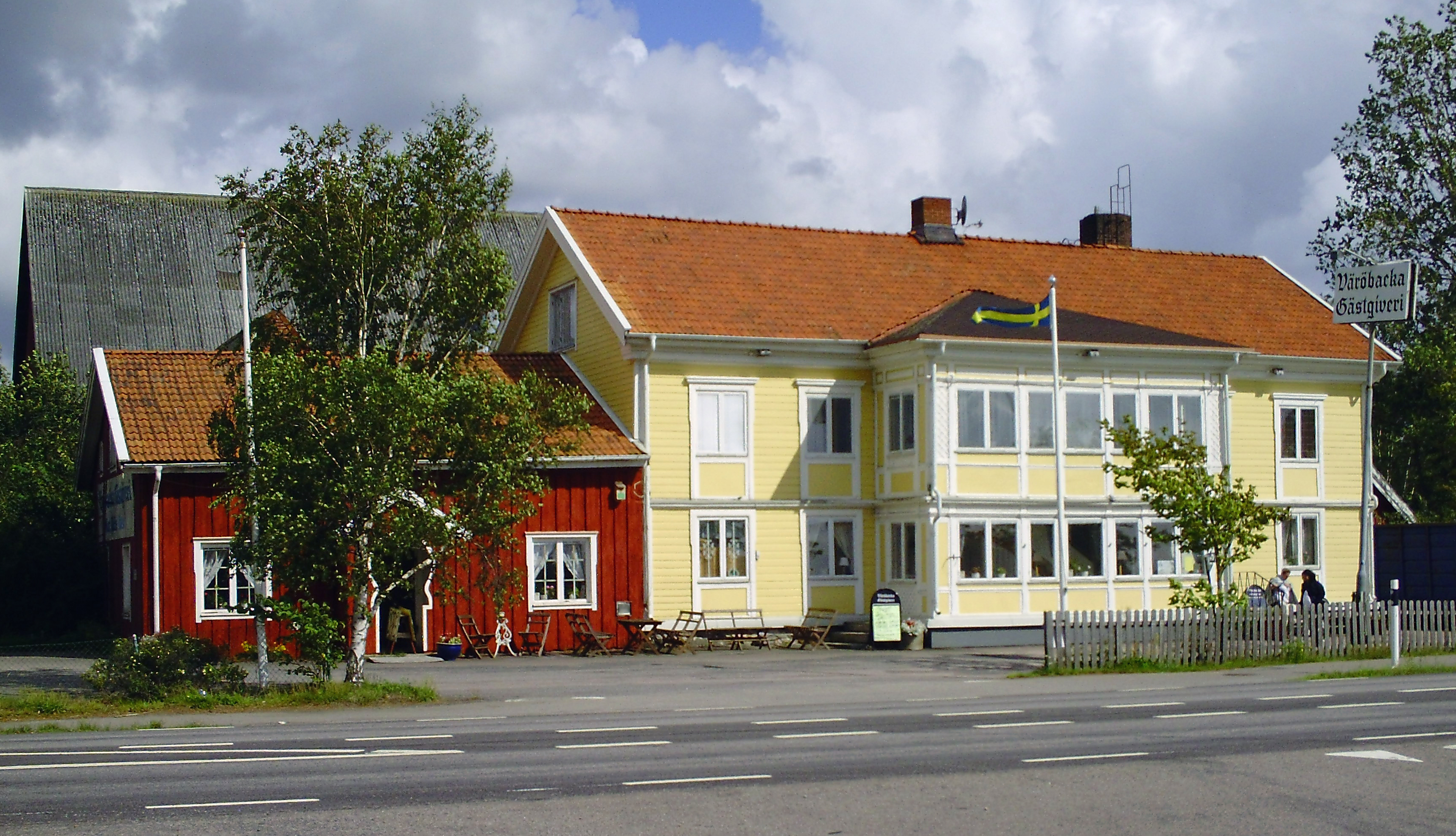
Väröbacka gästgiveri.
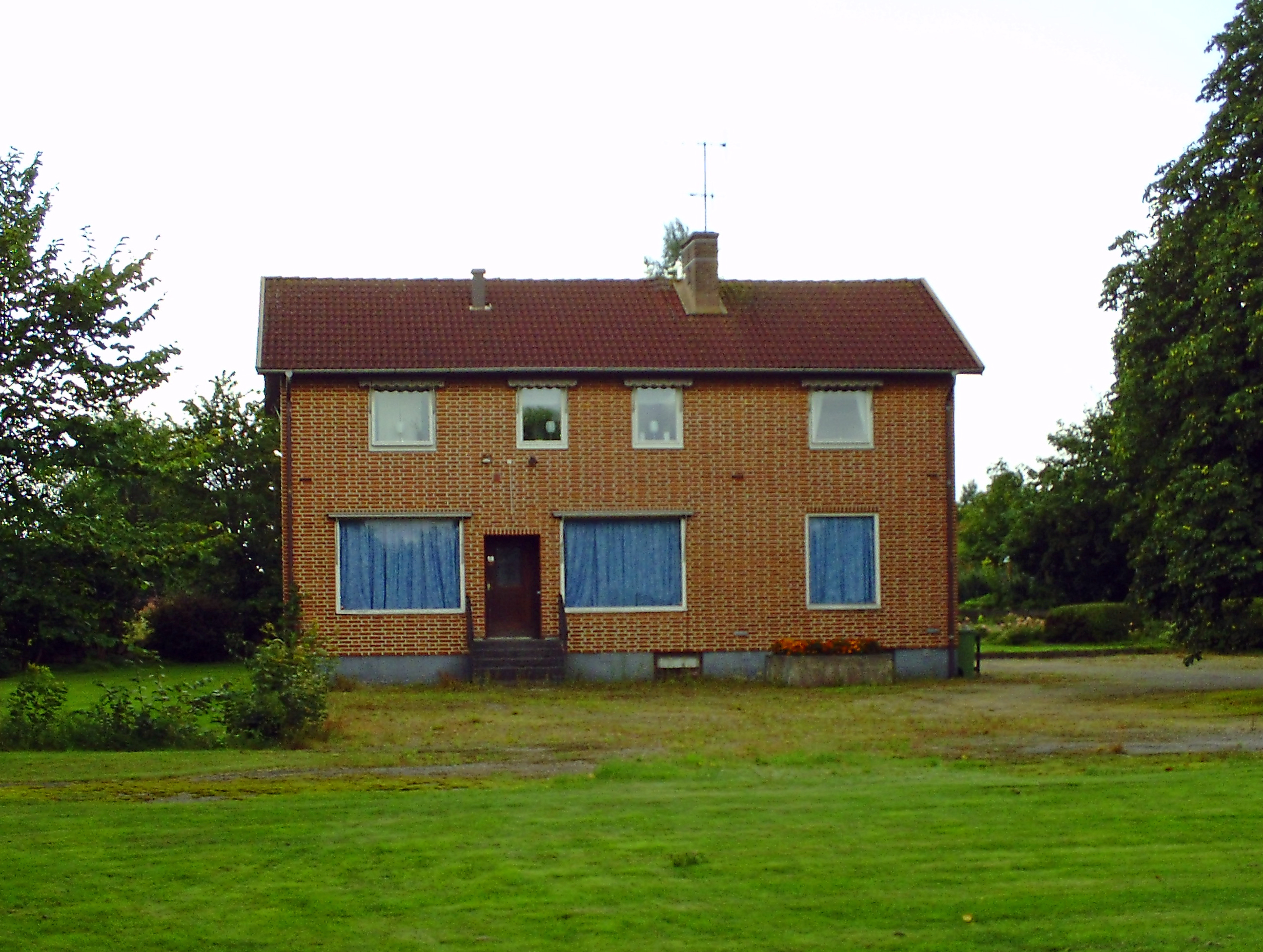
Zachrissons livs gamla byggnad.